# دومنيك تان جون جن
دومنيك تان جون جن (12 مارس 1997 ببينانق في ماليزيا - ) هو لاعب كرة قدم ماليزي في مركز الدفاع.

## روابط خارجية
- دومنيك تان جون جن على موقع قاعدة بيانات كرة القدم.إي يو (الإنجليزية)
- دومنيك تان جون جن على موقع ناشيونال فوتبول تيمز (الإنجليزية)
- دومنيك تان جون جن على موقع Soccerway.com (الإنجليزية)
- دومنيك تان جون جن على موقع عالم كرة القدم.نت (الإنجليزية)